# 1990-es magyar vívóbajnokság
Az 1990-es magyar vívóbajnokság a nyolcvanötödik magyar bajnokság volt. A férfi tőrbajnokságot december 12-én rendezték meg, a férfi párbajtőrbajnokságot december 14-én, a kardbajnokságot december 14-én, a női tőrbajnokságot december 15-én, a női párbajtőrbajnokságot pedig december 12-én, mindet Budapesten, a Nemzeti Sportcsarnokban.

## Eredmények
| Versenyszám          | Arany                                 | Arany | Ezüst                        | Ezüst | Bronz                   | Bronz |
| -------------------- | ------------------------------------- | ----- | ---------------------------- | ----- | ----------------------- | ----- |
| Férfi tőrvívás       | Érsek Zsolt BVSC                      |       | Szekeres Pál BVSC            |       | Gátai Róbert MTK-VM     |       |
| Férfi párbajtőrvívás | Madaras Ádám Újpesti Dózsa            |       | Szőke Attila BVSC            |       | Kovács Iván MTK-VM      |       |
| Férfi kardvívás      | Szabó Bence Újpesti Dózsa             |       | dr. Abay Péter Újpesti Dózsa |       | Péntek Gábor Bp. Honvéd |       |
| Női tőrvívás         | Pusztai Ildikó Újpesti Dózsa          |       | Mincza Ildikó MTK-VM         |       | Tuschák Katalin MTK-VM  |       |
| Női párbajtőrvívás   | Szalay Gyöngyi Tapolcai Bauxitbányász |       | Horváth Mariann Bp. Honvéd   |       | Hormay Adrienn MTK-VM   |       |